# Bilhaur
Bilhaur är en ort i Indien.   Den ligger i distriktet Kānpur och delstaten Uttar Pradesh, i den centrala delen av landet, 300 km sydost om huvudstaden New Delhi. Bilhaur ligger 137 meter över havet och antalet invånare är 19 333.
Terrängen runt Bilhaur är mycket platt. Runt Bilhaur är det tätbefolkat, med 550 invånare per kvadratkilometer. Närmaste större samhälle är Bāngarmau, 15,6 km öster om Bilhaur. Trakten runt Bilhaur består till största delen av jordbruksmark.